# Mirko Cvetković
Mirko Cvetković (Zaječar, 16. kolovoza 1950.), srbijanski ekonomist, političar i bivši predsjednik Vlade Republike Srbije. 

## Životopis
Mirko Cvetković je rođen 1950. godine u Zaječaru. U rodnom je gradu s odličnim uspjehom završio osnovnu školu i gimnaziju. U isto vrijeme završava i nižu glazbenu školu za puhačke instrumente i klavir.
Kao mladić je volio šport, bio je u prvoj postavi stolnoteniskog kluba, svirao je klavir, a u amaterskom sastavu "Kosinusi" klarinet.
Poslije završetka gimnazije, otišao je u Beograd, gdje je upisao Ekonomski fakultet. Ondje je upoznao studenticu Zoricu, svoju sadašnju suprugu. 
Diplomirao je, magistrirao[na kojoj temi] i doktorirao[na kojoj temi] na Ekonomskom fakultetu Sveučilišta u Beogradu. 
Radni staž započeo je u Rudarskom institutu, gdje je radio deset godina. Potom je prešao u Ekonomski institut, gdje je radio šest godina, da bi karijeru konzultanta u narednih sedam godina nastavio u konzultantskoj kući "CES Mecon". Od 1998. do 2001. godine radio je kao savjetnik za ekonomska pitanja u Rudarskom institutu.
Jedan je od eksperata konzultanata srednje generacije koji je osamdesetih godina radio kao vanjski konzultant za Svjetsku banku na većem broju projekata u Pakistanu, Indiji i Turskoj, kao i za UNDP u Somaliji.
Od siječnja 2001. godine u Vladi premijera Zorana Đinđića, radi na mjestu zamijenika ministra u ministarstvu za gospodarstvo i privatizaciju. U periodu od 2003. do 2004. godine bio je direktor Agencije za privatizaciju Republike Srbije. Nakon toga se povukao iz politike i vodi agenciju za konzalting "Intercon".
Na dužnost ministra financija izabran je 15. svibnja 2007. godine. 
27. lipnja 2008. godine, predsjednik Srbije Boris Tadić odredio je Cvetkovića za mandatara za sastav nove Vlade Srbije. Cvetković je na dužnost stupio 7. srpnja 2008.
Oženjen Zoricom, otac Olge, diplomirane pravnice i Aleksandra, ekonomiste. Govori engleski jezik.

## Vanjske poveznice
- Biografija Predsjednika Vlade (sr)